# Boronia crassifolia
Boronia crassifolia är en vinruteväxtart som beskrevs av Friedrich Gottlieb Bartling. Boronia crassifolia ingår i släktet Boronia och familjen vinruteväxter. Inga underarter finns listade i Catalogue of Life.